# 秋山駿
秋山 駿（あきやま しゅん、1930年〈昭和5年〉4月23日 - 2013年〈平成25年〉10月2日）は、日本の文芸評論家、日本藝術院会員。位階は従四位。本名は駿（すすむ）。

## 来歴・人物
東京府池袋出身。旧制東京都立第十中学校（現・東京都立西高等学校）を経て、1948年に旧制第二早稲田高等学院入学、翌年学制改革により新制早稲田大学第一文学部仏文科に移り、1953年に卒業する。1956年6月、報知新聞社に入社。1960年「小林秀雄」で『群像』第3回新人文学賞評論部門受賞。評論「内部の人間」「想像する自由」（いずれも1963年発表）などを、久保田正文や三島由紀夫に激賞された。1979年から1993年まで東京農工大学教授、1997年から武蔵野女子短期大学・武蔵野女子大学教授。1997年に日本芸術院会員。2001年同大学を定年退職。2002年客員教授を務めた。2004年11月、旭日中綬章を受章。2013年10月2日に食道がんのため死去。83歳没。
「石ころ」が秋山駿の批評のキーワードだと言われる。目の前の石ころから発想するのである。群像新人賞を受賞したが、以後三年間低迷する。『群像』が批評を掲載してくれないので、もう一度新人賞に応募しようとして止められたという。内向の世代の同伴者的批評家として出発する。
団地での生活
1959年5月、妻・秋山法子とひばりが丘団地に入居する。
1974年から1993年まで『週刊読書人』に隔年の連載エッセイ「団地通信」を掲載。団地特有の生活意識が気に入っているのは、敗戦時の少年だったときの「生の感情」に似合うからだと語っている。そのほか、1970年代のオイルショックをはじめ、1980年代のマイホーム主義や中流意識など日本社会の潮流について時評を記している。
2001年には近辺の都市公団の賃貸に転居。
平成以後
『恋愛の発見』では、恋愛とは犯罪に似ており、「俺は、こうする」というもので、学校的な知性では計れないものだと論じた。『信長』は、ベストセラーになった。大病を患ったがそこから復活し、晩年は『私小説という人生』で、改めて私小説を擁護し、話題となった。
瀬戸内寂聴、渡辺淳一など、通俗作家としてあまり文芸評論家が論じない作家を積極的に評価した。早くから時代小説家では、藤沢周平や宮城谷昌光を評価した（『時代小説礼賛』より）。

## 評価
中上健次は、1985年の共同討議「戦後文学の「内部」と「外部」」のなかで、かつては秋山の「忠実な読者」だったと発言している。また、次第に人間中心主義・文学中心主義的な傾向が強まったとして、その変化に不満を表してもいる。中野孝次は、文学作品や団地での生活に対しても同じように考えており秋山に変化はなく、そのような不満を抱くのは親切に読まないからだと擁護している。
『近代日本の批評 昭和篇（下）』では「内向の世代」の批評家として紹介されている。蓮實重彦は、秋山の批評が中上健次の初期作品に一定の影響を与えているとの見方を示しているほか、秋山を「愚鈍の人」と特徴づけ、それが徹底的でない点が惜しいと評する。柄谷行人は、1960年代後半における秋山の思索の「単独性」が非常に好きだったとして、「ぼくが六〇年代で実存主義的だと思うのは、秋山だけです」と語っている。三浦雅士は秋山を「批評家というよりむしろ詩人」であると述べており、浅田彰は長年の著述のなかで「石ころ」がフェティッシュなものへと変化してしまっているとコメントしている。

## 受賞歴
- 第3回群像新人文学賞評論部門（1960年）[1] - 「小林秀雄」
- 第1回伊藤整文学賞評論部門（1990年）[1] - 『人生の検証』
- 第50回毎日出版文化賞（1996年）[1] - 『信長』
- 第49回野間文芸賞（1996年）[1] - 『信長』
- 第16回和辻哲郎文化賞一般部門（2003年）[1] - 『神経と夢想 私の「罪と罰」』

## 文学賞選考委員
- すばる文学賞 - 第1回 （1977年）から第5回 （1981年）まで
- 群像新人長篇小説賞 - 第1回（1978年）から第5回（1982年）まで
- 野間文芸新人賞 - 第1回（1979年）から第21回（1999年）まで
- 野間文芸賞 - 第53回（2000年）から第66回（2013年）まで
- 川端康成文学賞 - 第1期第23回（1996年）から第25回（1998年）まで、第2期第26回（2000年）から第39回（2013年）まで

## 著書
- 『内部の人間』南北社 1967／晶文社 1972
- 『無用の告発－存在のための考察』河出書房新社 1969
- 『抽象的な逃走』冬樹社 1970、冬樹社ライブラリー 1990
- 『歩行と貝殻』講談社 1970／小沢書店 1985
- 『時が流れるお城が見える』仮面社 1971
- 『考える兇器』冬樹社 1972
- 『小林秀雄と中原中也』第三文明社・レグルス文庫 1973／改訂版・講談社文芸文庫 2018
- 『作家論』 第三文明社 1973
- 『秋山駿批評 1　定本・内部の人間』小沢書店 1973、新版1976、改訂単行判1991
- 『地下室の手記』徳間書店 1974／増補版・日本文芸社 1991
- 『秋山駿批評 2　歩行と貝殻』小沢書店 1975、新版1985
- 『言葉の棘』北洋社 1975
- 『秋山駿 文芸時評 1970・6-1973・12』河出書房新社 1975
- 『内的生活』講談社 1976
- 『秋山駿批評 3　壁の意識』小沢書店 1976
- 『知れざる炎　評伝中原中也』河出書房新社 1977／講談社文芸文庫 1991
- 『架空のレッスン』小沢書店 1977
- 『批評のスタイル』アディン書房 1978
- 『内的な理由』構想社 1979
- 『舗石の思想』 講談社 1980。小沢書店 1997／講談社文芸文庫 2002
- 『秋山駿批評 4　内的生活』小沢書店 1981
- 『生の磁場 文芸時評 1977～1981』小沢書店 1982
- 『本の顔 本の声』福武書店 1982
- 『こころの詭計』小沢書店 1983
- 『魂と意匠　小林秀雄』講談社 1985
- 『恋愛の発見 現代文学の原像』小沢書店 1987
- 『簡単な生活者の意見』小沢書店 1988／講談社文芸文庫 2025.4
- 『人生の検証』新潮社 1990。新潮文庫 1996＋新潮オンデマンドブックス 2002
- 『時代小説礼讃』日本文芸社 1990
- 『歩行者の夢想 秋山駿自選評論集』学藝書林 1991
- 『路上の櫂歌』小沢書店 1994
- 『信長』新潮社 1996。新潮文庫 1999。朝日文庫 2022
- 『砂粒の私記』講談社 1997
- 『作家と作品 私のデッサン集成』小沢書店 1998
- 『片耳の話　言葉はこころの杖』光芒社 2001
- 『神経と夢想－私の「罪と罰」』講談社 2003
- 『小説家の誕生　瀬戸内寂聴』おうふう 2004
- 『批評の透き間』鳥影社 2005
- 『私小説という人生』新潮社 2006
- 『内部の人間の犯罪 秋山駿評論集』講談社文芸文庫 2007。※新編・本人による年譜収録
- 『忠臣蔵』新潮社 2008
- 『「生」の日ばかり』 講談社 2011
- 『私の文学遍歴－独白的回想』作品社 2013
- 『「死」を前に書く、ということ －「生」の日ばかり』講談社 2014
- 『沈黙を聴く』幻戯書房 2015。長谷川郁夫編・未収録エッセイ集

## 共編著
- 『対談・私の文学』講談社 1969
- 『文学への問い 秋山駿第一対談集』徳間書店 1975
- 『文学の目覚める時 秋山駿第二対談集』徳間書店 1979
- 『文学、内と外の思想文学論ノート』おうふう 1995、共著
- 『信長発見』小沢書店 1997／朝日文庫 2003、対談共著
- 『信長 秀吉 家康』 聞き手岳真也、廣済堂出版 1997／学研M文庫 2001
- 『文学のゆくえ　21世紀に遺す』 大河内昭爾・吉村昭共著、蒼洋社 1997
- 『信長と日本人　魂の言葉で語れ!』飛鳥新社 2004、座談会共著
- 『私小説の生き方』 富岡幸一郎共編、アーツ・アンド・クラフツ 2009
- 『ドストエフスキーと秋山駿と』 聞き手井出彰、世界書院〈情況新書〉 2011